# Les Subsistances

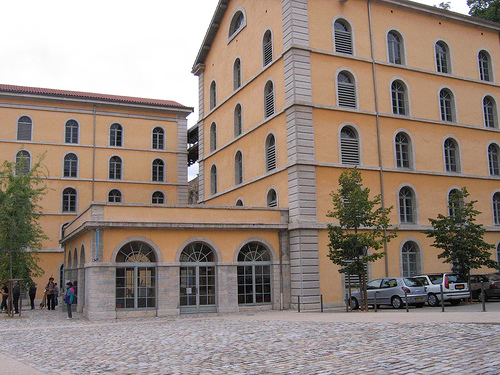
Sede

Les Subsistances sono un luogo culturale di diffusione e di produzione artistica situata nel I arrondissement di Lione che comprende attualmente un laboratorio di creazioni artistiche (teatro, danza e circo contemporanea) e la École nationale des beaux-arts de Lyon che è ospitata dal 2007. Il sito comprende 22500 m² di fabbricati (dei quali 8300 m² di superfici rinnovate) e 16000 m² di scoperto.